# Fredericton
Fredericton este capitala provinciei New Brunswick, Canada.